# Масуїмі Макс
Масуїмі Макс (англ. Masuimi Max; 12 березня 1978, Джексонвілл, штат Арканзас — 25 січня 2024, Лас-Вегас) — американська акторка та модель німецько-корейського походження.
Її мати померла під час пологів другою дочкою, Йонг-Сон Макс, коли Масуїмі було 6 років. Її батько через деякий час після цього одружився і має сина Чарльза. 
У 17 років її родина відмовилася від неї. Щоб заробити на життя, у 18 Масуїмі Макс почала танцювати стриптиз.
25 січня 2024 року Масуїмі Макс була знайдена мертвою у власному будинку в Лас-Вегасі.